# Meliscaeva cinctelloides
Meliscaeva cinctelloides är en tvåvingeart som beskrevs av Ghorpade 1994. Meliscaeva cinctelloides ingår i släktet flickblomflugor, och familjen blomflugor. Inga underarter finns listade i Catalogue of Life.